# Busto Arsizio
Busto Arsizio (Büsti Gràndi en dialecto) es un municipio de 83.290 habitantes de la provincia de Varese, situado en sus confines meridionales y es la ciudad más grande del Altomilanese y es la sexta ciudad más poblada de la Lombardía.
Estudios recientes acerca del dialecto bustocco han puesto en relieve que Busto Arsizio tiene orígenes ligures. La zona estaba habitada en época romana también, como demuestran la configuración regular de las calles del centro histórico y el hallazgo de algunos objetos de época tardo-romana, probablemente entre el II y el IV siglo d. C.. 
Una de las hipótesis sobre el origen de su nombre es que se refiera a un incendio que tuvo lugar en la ciudad en la Edad Media. Según esta hipótesis Arsizio significaría "en llamas". De todas maneras, la palabra "Arsizio" no aparece en el nombre dialectal Büsti Gràndi, que significa "Busto Grande", para distinguir la ciudad del pueblo de Busto Garolfo.
La ciudad de Busto Arsizio se presenta hoy en día como un moderno centro industrial y comercial, y se considera una ciudad económicamente estratégica debido a su posición en el centro de un "cuadrilátero"  virtual que tiene como diagonal el eje del Sempione y como vértices opuestos Novara y Como.

## Evolución demográfica

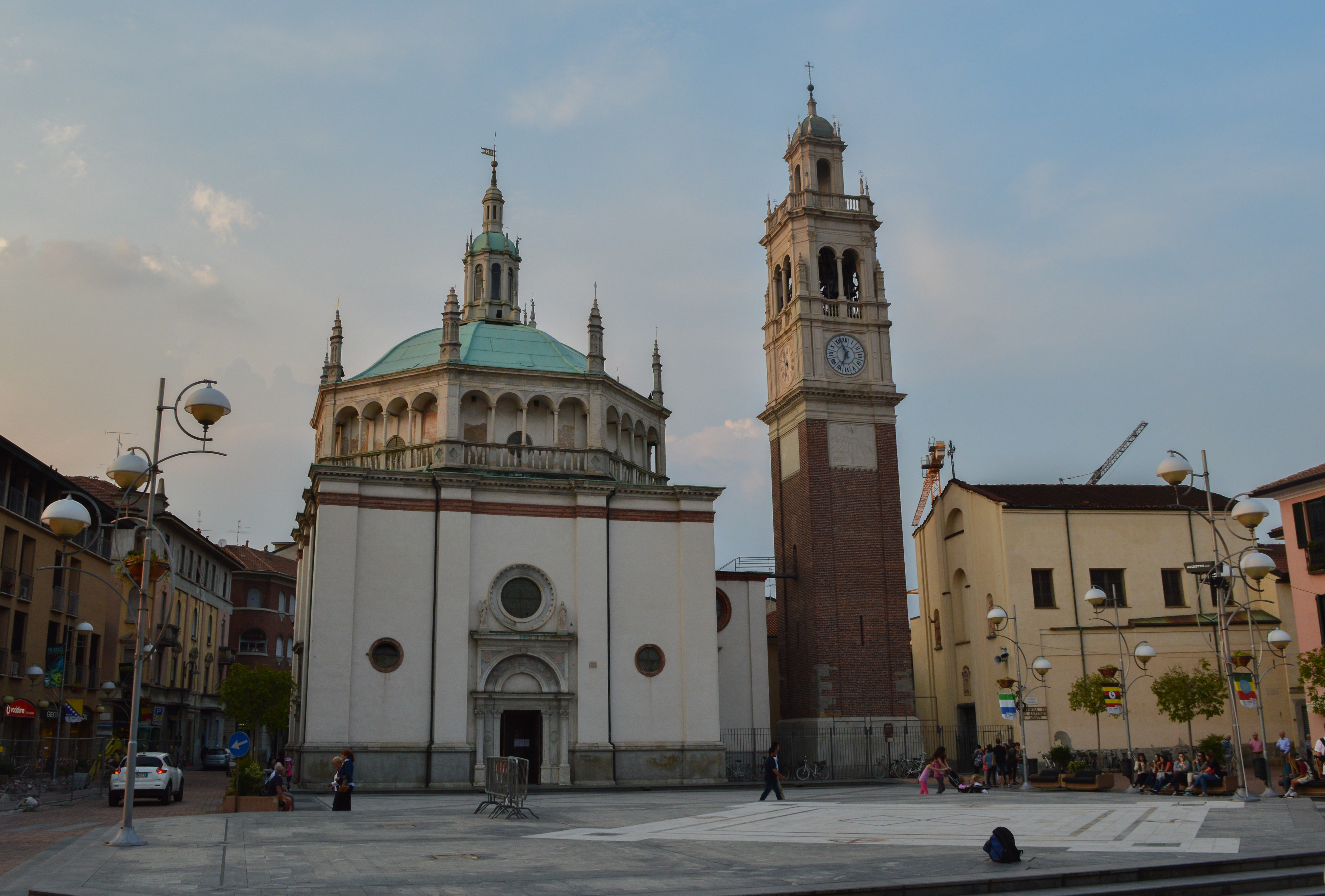
Santuario de Santa María

| Gráfica de evolución demográfica de Busto Arsizio entre 1861 y 2011 |
|                                                                     |
| Fuente ISTAT - elaboración gráfica de Wikipedia                     |

## Hijos ilustres
- Agostino Busti detto Il Bambaia
- Daniele Crespi
- Mina Mazzini